# Comboios de Portugal
Comboios de Portugal, Entidade Pública Empresarial ([kum'bɔjuʃ də purtu'gał] anhörenⓘ; CP, EPE oder nur CP deutsch Eisenbahnen von Portugal) ist die staatliche Eisenbahngesellschaft Portugals.

## Geschichte
Sie wurde am 11. Mai 1860 unter dem Namen Companhia Real dos Caminhos de Ferro Portugueses gegründet, nach der Revolution vom 5. Oktober 1910 umbenannt in Companhia dos Caminhos de Ferro Portugueses und nach der Nelkenrevolution am 15. April 1975 als Caminhos de Ferro Portugueses, EP neu gegründet – EP steht hierbei für empresa pública, öffentliches Unternehmen.
Im Zuge der durch die EU geforderten Liberalisierung des Schienenmarktes reformierte der portugiesische Staat die Eisenbahngesellschaft. Seit 1997 werden das Schienennetz und die dazugehörigen Bahnhöfe von der Rede Ferroviária Nacional (REFER) unterhalten, die CP wird wiederum durch das Instituto da Mobilidade e dos Transportes Terrestres kontrolliert. Seit 2004 wirbt die CP mit ihren neuen Namen Comboios de Portugal (Eisenbahnen von Portugal) statt Caminhos-de-ferro portugueses (Portugiesische Eisenbahnen). 2009 erfolgte die letzte Unternehmensformänderung, seitdem firmiert die Gesellschaft als Comboios de Portugal, Entidade Pública Empresarial. Seit mehreren Jahren gibt es seitens der Regierung Pläne die Staatseisenbahn zu privatisieren. Angesichts der desolaten Haushaltslage Portugals wird derzeit mit einer baldigen Verwirklichung gerechnet, wobei die genaue Ausführung (komplette Privatisierung, Verkauf von Tochtergesellschaften, Vergabe von Linienkonzessionen o. Ä.) noch unklar ist.
Bis zur europäischen Finanzkrise waren die Fahrgastzahlen kontinuierlich angestiegen. 2005 beförderte die CP 130,6 Millionen Fahrgäste, 2006 133,2 Millionen, 2007 134,7 Millionen und 2008 135,5 Millionen Fahrgäste. 2009 sanken diese auf 131,27 Millionen Fahrgäste, 2010 auf 130,08 Millionen und fielen 2011 auf 126,14 Millionen Fahrgäste. 2012 sanken die Fahrgastzahlen erneut auf 111,70 Millionen Fahrgäste.

## Unternehmensstruktur

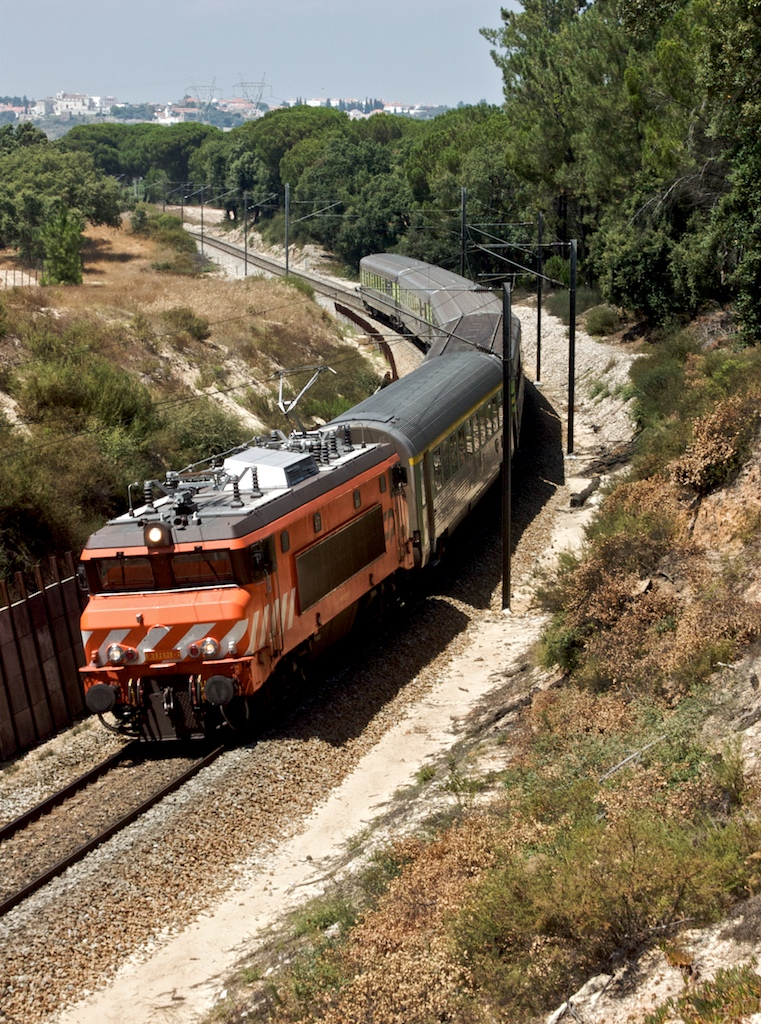
Intercidades-Zug bei Alcácer do Sal auf der Linha do Sul

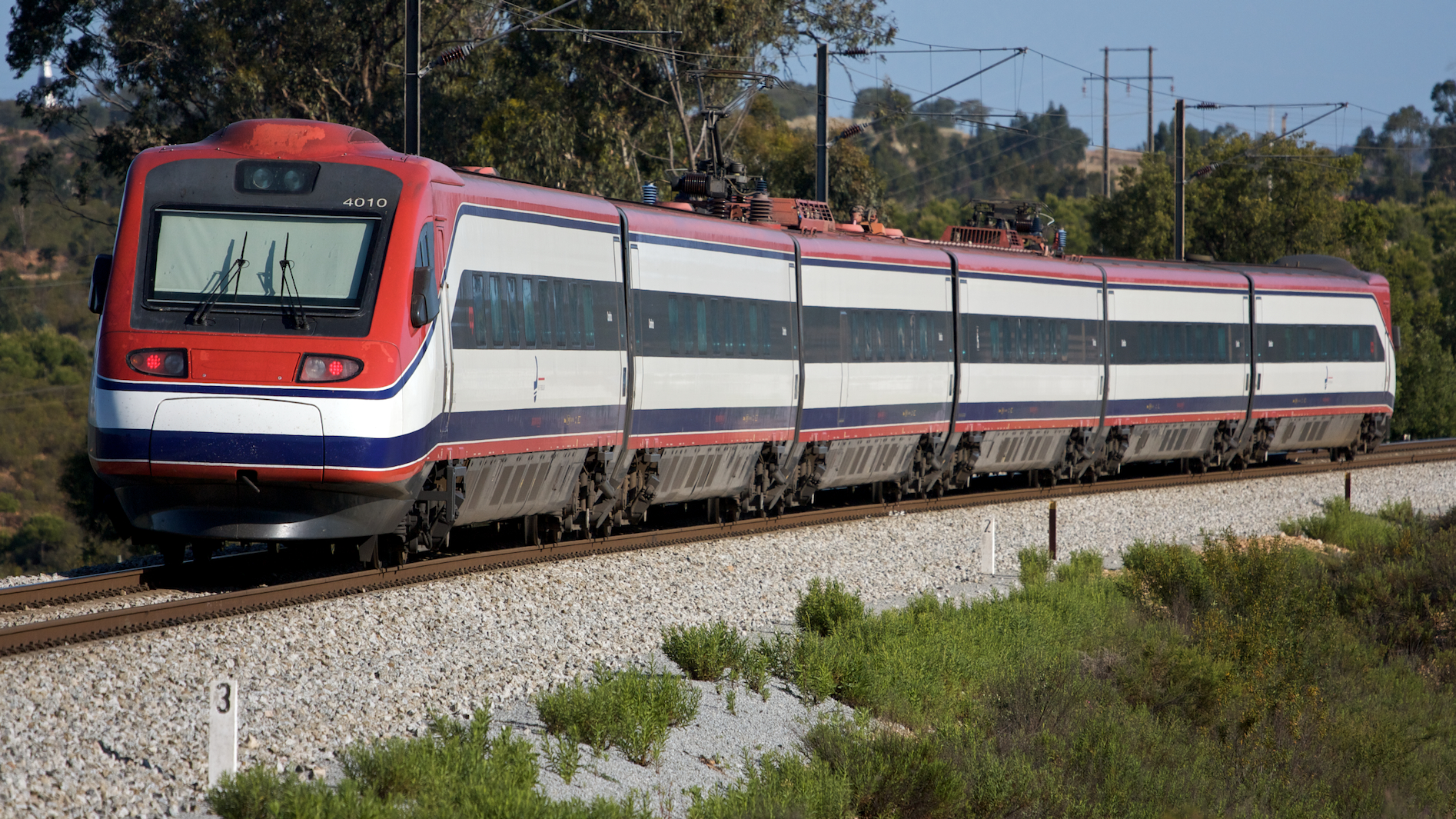
Alfa-Pendular-Zug bei Lousal auf der Linha do Sul

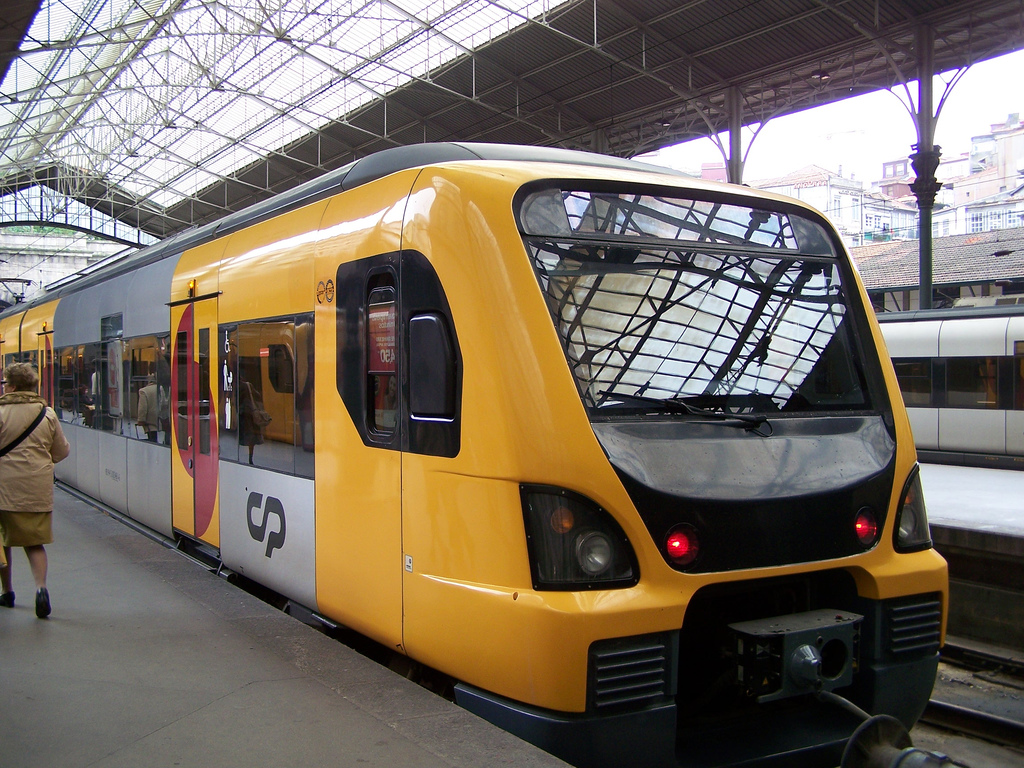
Ein Portuenser Vorortzug der Baureihe 3400 im Bahnhof Porto São Bento

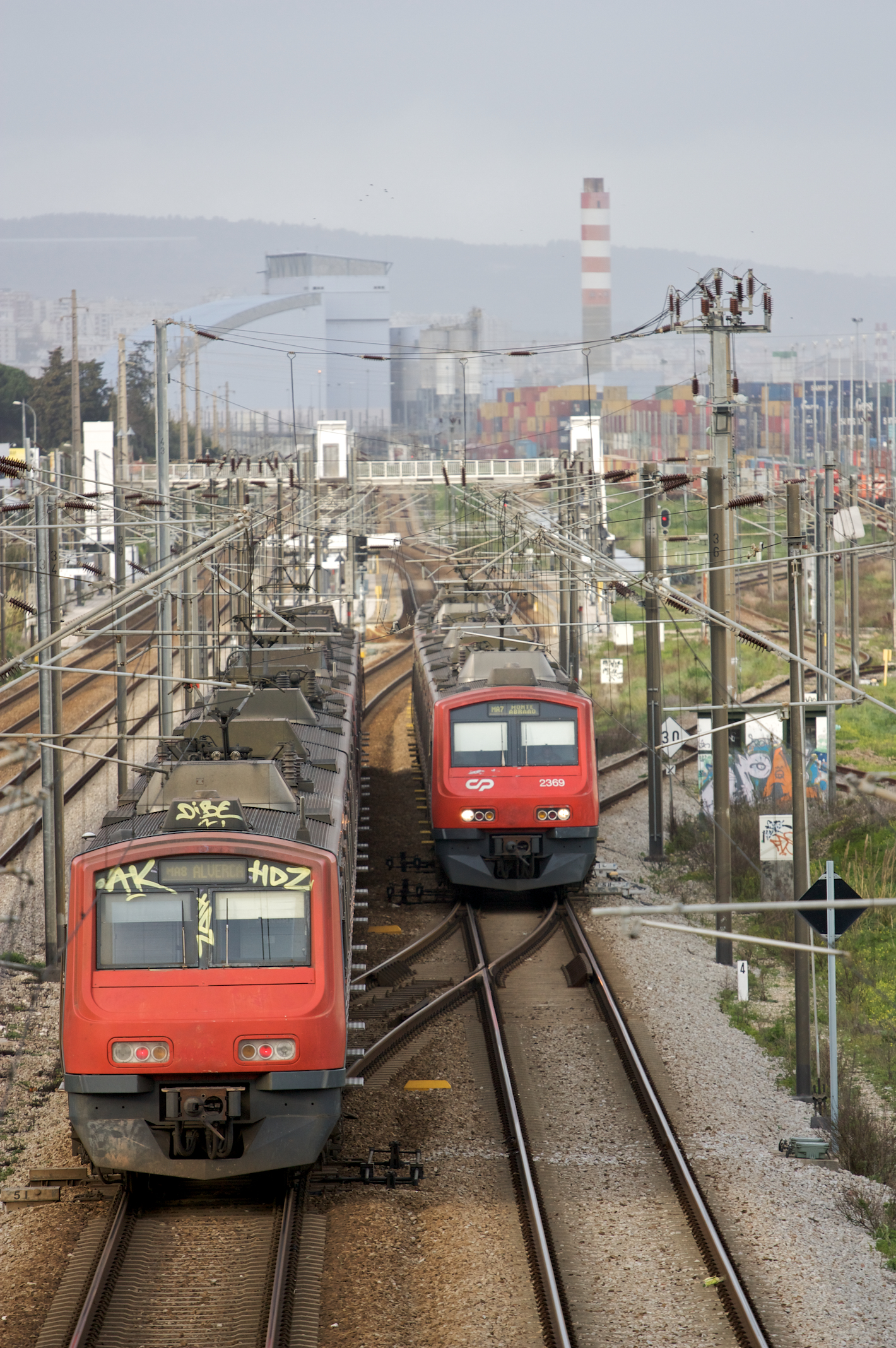
Lissabonner Vorortzüge der Baureihe 2300/2400 bei Bobedal auf der Linha do Norte

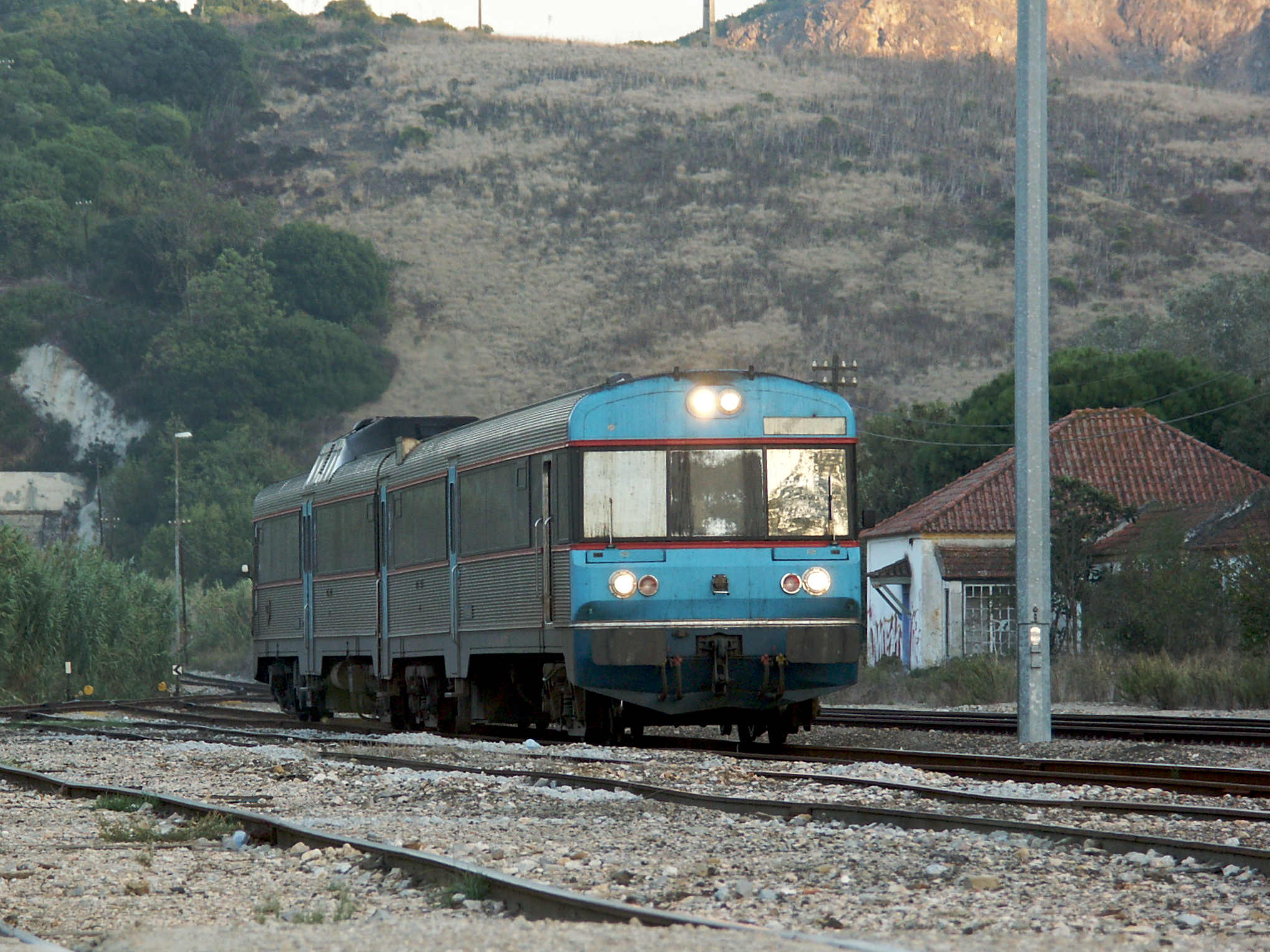
Regionalverkehr der Baureihe 0450 bei Torres Vedras auf der Linha do Oeste

Das Unternehmen hat seine einzelnen Leistungen und Aufgaben verschiedenen Geschäftsbereichen zugeordnet:
- CP Longo Curso, Fernverkehre (Alfa Pendular, Intercidades, Internacional)
- CP Regional, Regionalverkehr
- CP Lisboa, Lissabonner Vorortnetz
- CP Porto, Portuenser Vorortnetz
- CP Frota, Instandhaltung
- CP Serviços, Servicegesellschaft

Das Güterverkehrsgeschäft wurde in das eigenständige Unternehmen CP Carga ausgelagert, das im September 2015 privatisiert wurde. Es trägt inzwischen den Namen Medway - Transportes e Logística.

## Verwaltungsrat
Das Unternehmen wird durch einen Verwaltungsrat („Conselho de Administração“) geleitet, dessen Amtszeit zwei Jahre dauert und üblicherweise politisch besetzt wird. Vorsitzender des Rates ist seit 2019 Nuno Freitas.
| Name                          | Partei    | Amtszeit  |
| ----------------------------- | --------- | --------- |
| Francisco Neto de Carvalho    | parteilos | 1969–1974 |
| Walter Rosa                   | PS        | 1974–1975 |
| José Augusto Fernandes        | parteilos | 1975–1976 |
| Amílcar Marques               | parteilos | 1976–1980 |
| José Ricardo Marques da Costa | parteilos | 1980–1982 |
| António Queirós Martins       | PSD       | 1982–1986 |
| Carvalho Carreira             | PSD       | 1986–1993 |
| Pedro Alves                   | PSD       | 1993–1994 |
| António Brito da Silva        | PSD       | 1994–1996 |
| Manuel Frasquilho             | parteilos | 1996–1997 |
| Crisóstomo Teixeira           | PS        | 1997–2003 |
| Ernesto Martins de Brito      | PSD       | 2003–2004 |
| António Ramalho               | PSD       | 2004–2006 |
| Francisco Cardoso dos Reis    | PS        | 2006–2010 |
| José Benoliel                 | parteilos | 2010–2013 |
| Manuel Queiró                 | CDS-PP    | 2013–2017 |
| Carlos Gomes Nogueira         | k. A.     | 2017–2019 |
| Nuno Freitas                  | k. A.     | 2019–     |

## Beteiligungen
Aufgrund von Ausgliederungen ehemaliger Unternehmenseinheiten, unternehmerischen Entscheidungen sowie auf politischen Wunsch des Eigentümers, besitzt die CP verschiedenste Beteiligungen an Unternehmen. Die Angaben basieren auf dem Geschäftsbericht 2021, mit Stand vom 31. Dezember 2021.
| Name                                                                      | Beteiligung |
| ------------------------------------------------------------------------- | ----------- |
| SAROS                                                                     | 100 %       |
| Ecosaúde                                                                  | 100 %       |
| FERNAVE                                                                   | 100 %       |
| SIMEF                                                                     | 051 %       |
| Transportes Intermodais do Porto                                          | 033,33 %    |
| Metropolitano Ligeiro de Mirandela                                        | 010 %       |
| Metro do Porto                                                            | 003,33 %    |
| Medway Operador Ferroviario de Mercadorias                                | 005 %       |
| Intercontainer – Interfrigo                                               | 002,09 %    |
| Metro Mondego                                                             | 002,5 %     |
| Eurofima – Société Européenne pour le Financement de Matériel Ferroviaire | 002 %       |
| Bureau Central de Clearing (BCC)                                          | 001,54 %    |

## Betrieb
CP befährt ein Schienennetz mit einer Gesamtlänge von etwa 2600 Kilometern, das von Valença im Norden bis Lagos und Vila Real de Santo António im Süden des Landes reicht. Die meisten Züge der CP verkehren auf Breitspurgleisen mit einer Spurweite von 1668 Millimetern, die zur Spurweite der spanischen Gesellschaft RENFE kompatibel sind. Außerdem betreibt die CP einige Schmalspurbahnbetriebe in Meterspur.

## Zuggattungen
Das Unternehmen fährt Leistungen in sechs verschiedenen Zuggattungen. Im Fernverkehr gibt es die Zuggattung „Alfa Pendular“ für Hochgeschwindigkeitszüge, für sonstige Fernverkehrszüge ist die Gattung „Intercidades“ (vergleichbar mit InterCity) gedacht. Auf mittleren Distanzen gibt es schnellere Regionalzüge der Gattung „InterRegional“. Das Basisangebot bilden in den Provinzen die Zuggattungen „Regional“ und in den Ballungsräumen Lissabon und Porto „Urbano“.
Für drei internationale Zugverbindungen nach Vigo (Spanien), Madrid (Spanien) und Hendaye (Frankreich) gibt es die Zuggattung „Internacional“. Des Weiteren tragen diese drei Zugverbindungen jeweils noch zusätzlich eigene Namen.
- Alfa Pendular (AP)
- Intercidades (IC)
- InterRegional (IR)
- Regional (R)
- Urbano
- Internacional (IN): Züge Lissabon–Madrid (Lusitânia), Lissabon–Hendaye/Irun (Sud-Express) und Porto–Vigo (Celta)